# دهستان عوالان
دهستان عوالان نام دهستانی در بخش موچش شهرستان کامیاران، استان کردستان در ایران است. براساس سرشماری مرکز آمار ایران در سال ۱۳۸۵، جمعیت آن ۳۶۲۶ نفر (۹۱۸ خانوار) بوده‌است.